# Jung József
Jung József (Iglau, 1734 – Pest, 1808. augusztus 22.) építész.

## Élete
1763-ban Hatvanban lépett a Grassalkovich család szolgálatába. 1763 körül a hatvani Grassalkovich-kastély átépítését, 1767-ben pedig az aszódi Podmaniczky-kastély bővítését vezette, 1777-ben a szügyi volt megyeháza átépítésén dolgozott. 1773-tól kiterjedt munkásságot folytatott Pesten és vidéken egyaránt, többek között ő építette 1774–76-ban a gombai református templomot, a pesti papnevelde kollégiumát. 1774–82-ben a jászberényi római katolikus templom újjáépítése mellett további templomokat is épített, így 1794–1801 között a Budapest Petőfi téri ortodox templomot. 1781–84 között építette föl a kunszentmártoni római katolikus templomot. Fia, József szintén pesti építőmester volt a 19. sz. első felében.

## Képgaléria

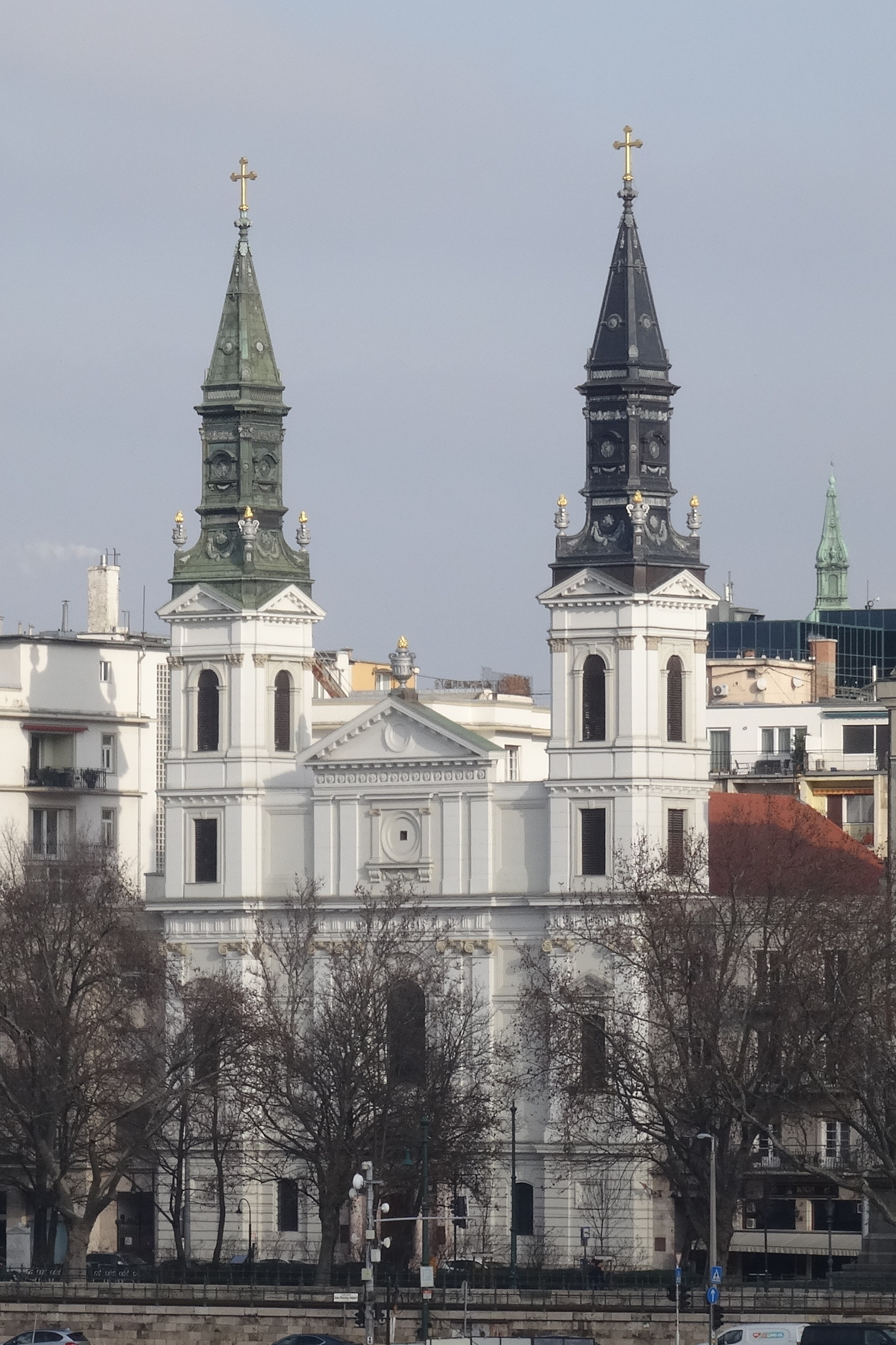
Istenszülő elhunyta Nagyboldogasszony-székesegyház
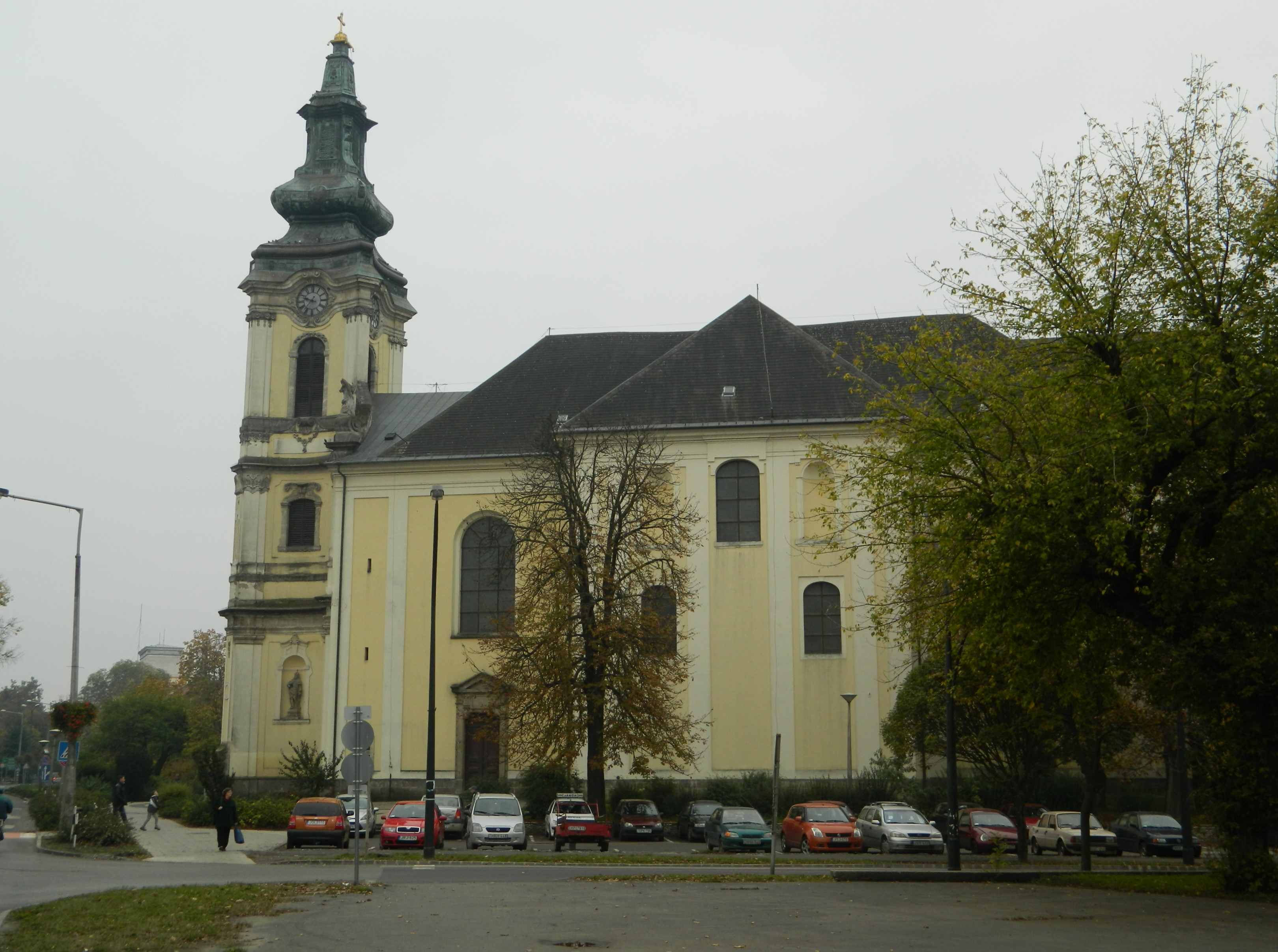
Jászberényi Főtemplom
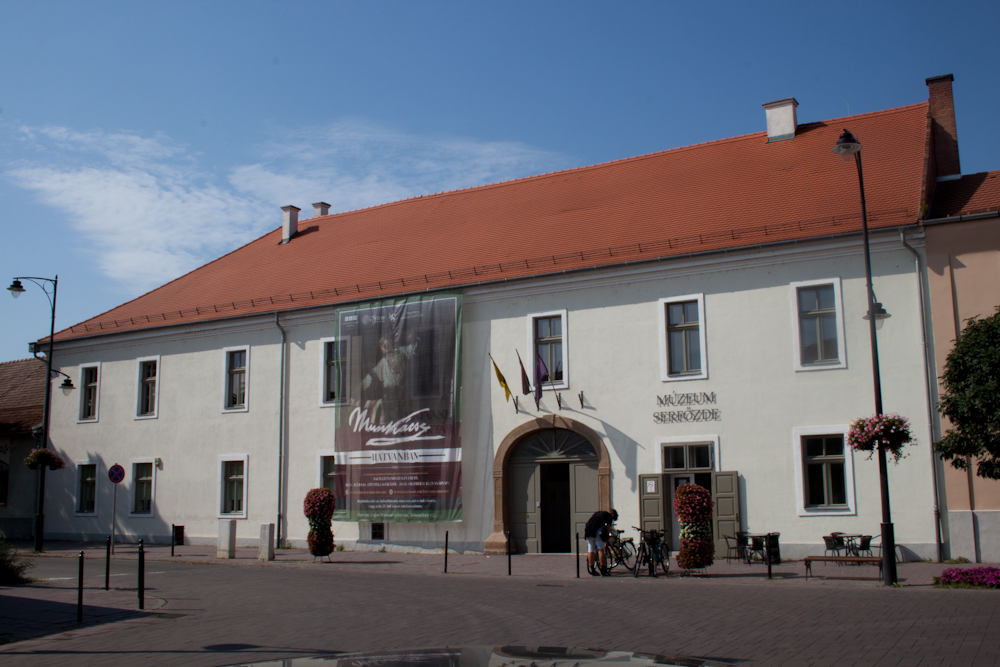
Hatvany Lajos Múzeum
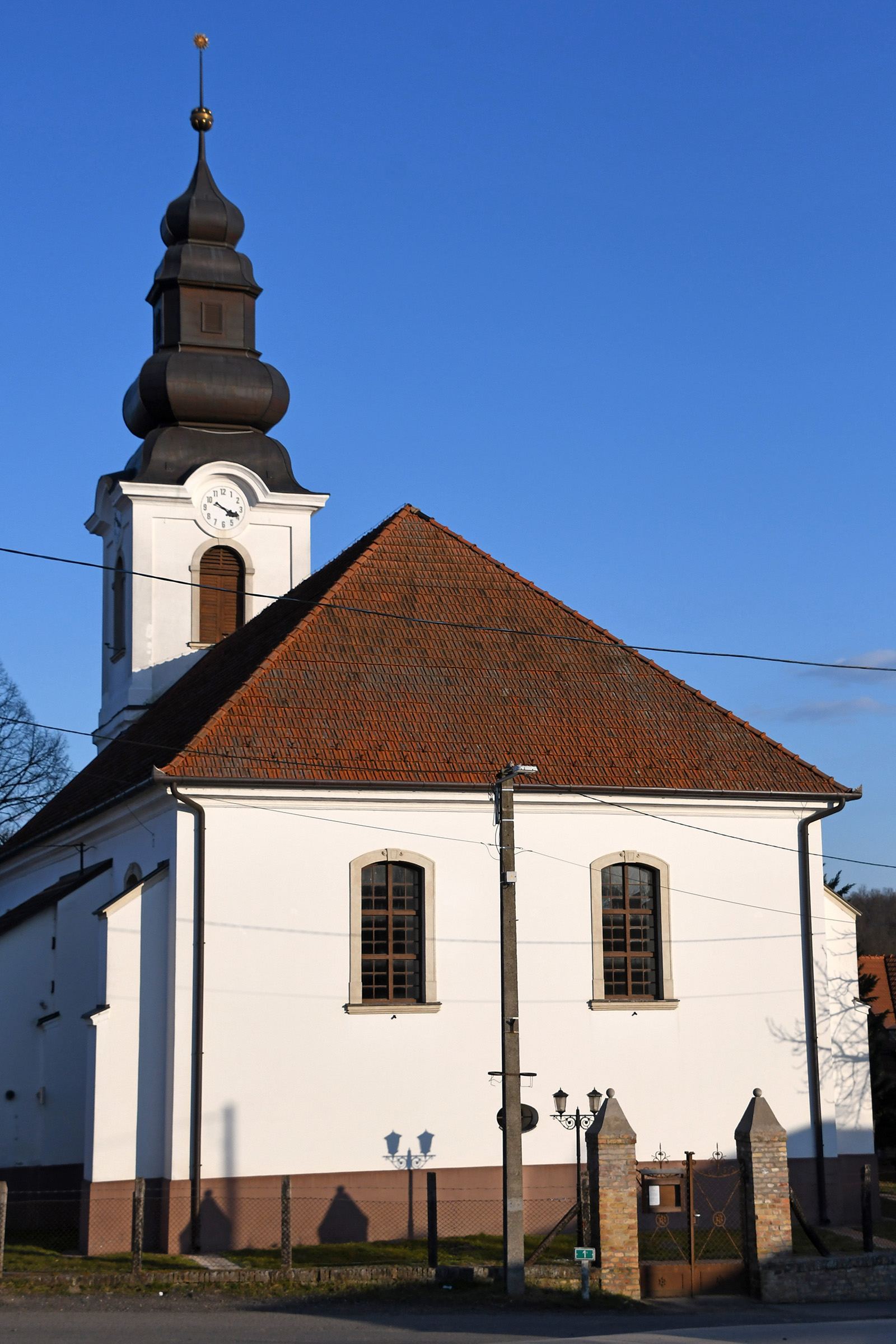
A gombai református templom